# ديستين دانيال كريتون
ديستين دانيال كريتون هو مخرج أفلام، كاتب سيناريو ومنتج أفلام أمريكي ولد في 23 نوفمبر 1978.